# Naashoibitosaurus

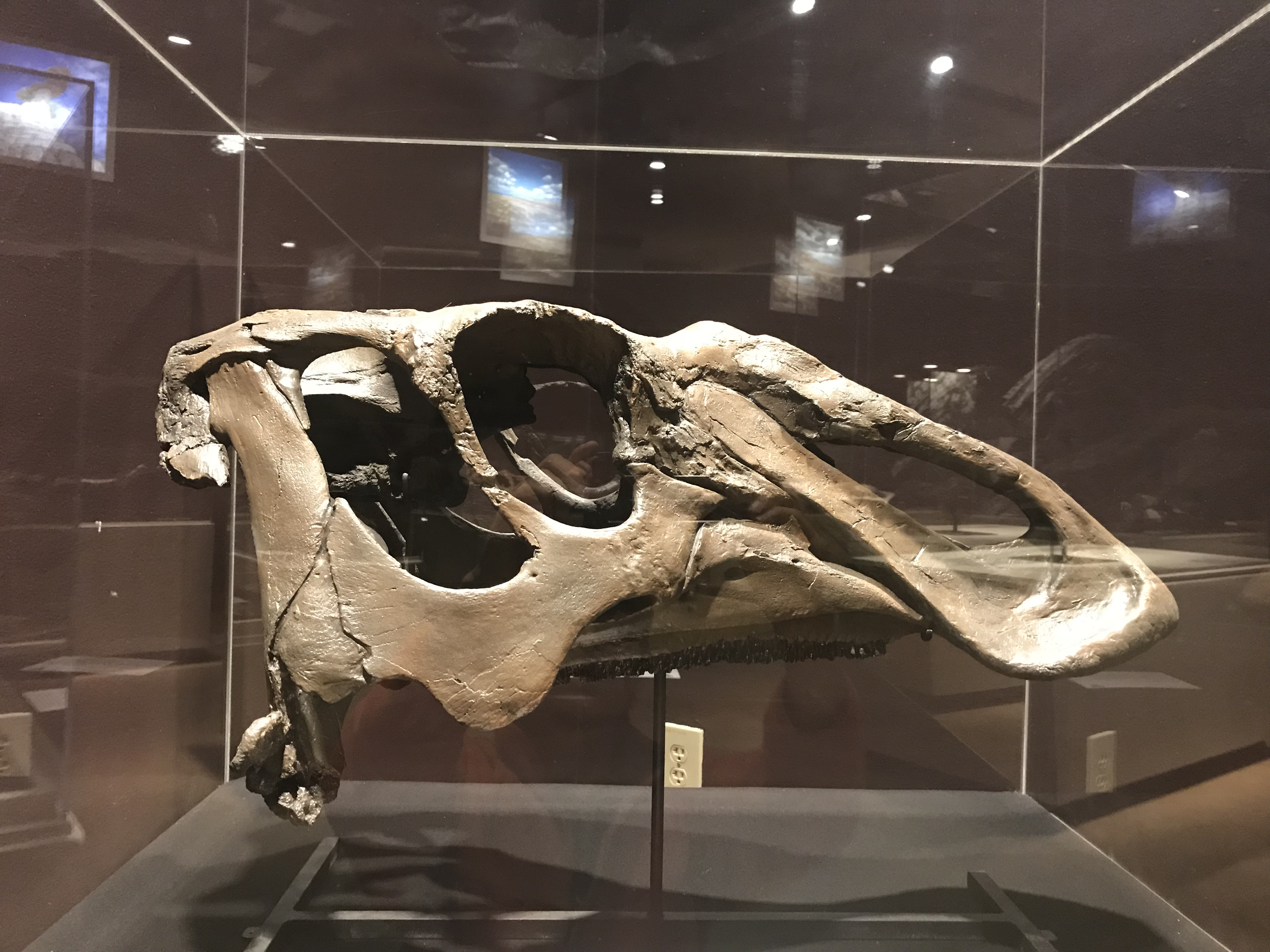
Schedelmodel

Naashoibitosaurus ostromi is een plantenetende ornithischische dinosauriër, behorend tot de Euornithopoda, die tijdens het late Krijt leefde in het gebied van het huidige Noord-Amerika.
In 1992 wees de paleontoloog Jack Horner twee schedels van hadrosauriden toe aan de soort Kritosaurus navajonius. Een daarvan bestond uit een schedeldak, specimen NMMNH P-16106. Niet op de hoogte van Horners plan dit fossiel te beschrijven, hadden hetzelfde jaar Adrian Hunt en Spencer Lucas de rest van de schedel en delen van het postcraniaal skelet beschreven als een specimen van Edmontosaurus saskatchewanensis. In 1993 kwamen beide laatste auteurs tot de conclusie dat Kritosaurus een nomen dubium was, een naam gebaseerd op een dusdanig slecht holotype dat er geen andere fossielen aan toegewezen konden worden. Tegelijkertijd bewees het schedeldak dat het niet om een edmontosaurus ging.
In 1993 benoemden Hunt en Lucas de typesoort Naashoibitosaurus ostromi. De geslachtsnaam verwijst naar de Naashoibitoafzetting van de Kirtlandformatie. De soortaanduiding eert John Harold Ostrom.
Het holotype NMMNH P-16106 is anders dan de beschrijvers dachten opgegraven in de oudere De-na-zin-afzetting, door David Gillette en David Thomas in de Willow Wash. De andere schedel benoemden ze als Anasazisaurus.
Naashoibitosaurus onderscheidt zich van Kritosaurus door een vlakkere neus. Net als Kritosaurus steken de achtereinden van de neusbeenderen boven het niveau van de achterste oogkas uit. De neusbeenderen zijn als geheel van achteren gevorkt en ingekeept door de voorhoofdsbeenderen. De neusbeenderen worden aan hun zijkanten overlapt door de prefrontalia, zodat het in bovenaanzicht lijkt alsof die breder zijn.
In 2000 stelde Thomas Williamson dat het wel degelijk om een jong individu van Kritosaurus ging. Sindsdien zijn de meningen verdeeld.